# ParaNorman
ParaNorman (bra/prt: ParaNorman) é um filme de animação americano de 2012, dos gêneros aventura e comédia, dirigido por Sam Fell e Chris Butler. 

## Sinopse
O garoto de 11 anos, Norman Babcock tem o poder de falar com os mortos e passa a maior parte dos seus dias apreciando detalhes dos filmes de terror e estudando crenças sobre os fantasmas. Tendo o poder de ver e falar com os mortos, como a sua avó falecida; No colégio, Norman se esquiva dos bullyings do valentão Alvin, troca confidências fantasmagóricas com seu melhor amigo Neil e tenta não prestar muita atenção no treino da peça de teatro de sua professora, a senhora Henscher. 
Nos dias seguintes, Norman é contatado inesperadamente por seu estranho tio materno, o Sr. Prenderghast, que o choca com uma revelação de que uma maldição histórica há três séculos de uma bruxa é totalmente verdadeira e está prestes a se tornar realidade, a menos que Norman seja capaz de impedir que isso possa atingir a sua cidade, Blythe Hollow, no estado de Massachusetts, com fortes inspirações do município de Salém.

## Elenco
| Personagem                            | Original                 | Brasil              | Portugal            |
| ------------------------------------- | ------------------------ | ------------------- | ------------------- |
| Norman Babcock                        | Kodi Smit-McPhee         | Ícaro Amado         | João Miguel Pacheco |
| Neil Downe                            | Tucker Albrizzi          | João Victor Granja  | Tiago Monteiro      |
| Courtney Babcock                      | Anna Kendrick            | Luisa Palomanes     | Ana Guiomar         |
| Mitch Downe                           | Casey Affleck            | Philippe Maia       | César Mourão        |
| Alvin                                 | Christopher Mintz-Plasse | Charles Emmanuel    | Eduardo Madeira     |
| Sandra Babcock                        | Leslie Mann              | Christiane Monteiro |                     |
| Perry Babcock                         | Jeff Garlin              | Mauro Ramos         |                     |
| Avó de Norman                         | Elaine Stritch           | Selma Lopes         | Márcia Breia        |
| O Juiz Hopkins                        | Bernard Hill             | Jomeri Pozzoli      |                     |
| Aggie (Agatha Prenderghast) / A Bruxa | Jodelle Ferland          | Pamella Rodrigues   |                     |
| Xerife Hooper                         | Tempestt Bledsoe         | Márcia Morelli      |                     |
| Sra. Henscher                         | Alex Borstein            | Geisa Vidal         |                     |
| Sr. Prenderghast                      | John Goodman             | Luiz Carlos Persy   |                     |

 Versão portuguesa
- Vozes adicionais: Pepê Rapazote,[7] Sandra Faleiro[8].